# Vũ khí sát thương tự động

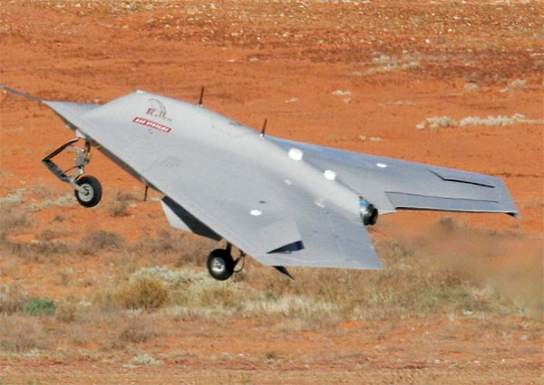
Hệ thống UAV 'BAE Corax' khi bay thử nghiệm.

Vũ khí sát thương tự động, (viết tắt theo tiếng Anh là LAW, Lethal autonomous weapon), là robot quân sự tự hoạt động có thể tìm kiếm và tham gia một cách độc lập dựa theo các ràng buộc và mô tả được lập trình. Chúng còn được gọi là vũ khí giết người tự động hay robot giết người tự động  hay "Hệ thống vũ khí giết người tự động" (LAWS, lethal autonomous weapons systems).
Vũ khí giết người tự động có thể hoạt động trong không khí, trên đất liền, trên mặt nước, dưới nước, hoặc trong không gian vũ trụ. Sự tự chủ của các hệ thống hiện tại vào năm 2018 được hạn chế theo nghĩa là con người đưa ra lệnh cuối cùng để tấn công, mặc dù có những ngoại lệ với một số hệ thống "phòng thủ" nhất định..